# Samsung Galaxy A73 5G
O Samsung Galaxy A73 5G é um smartphone Android desenvolvido e fabricado pela Samsung Electronics. Faz parte da série Galaxy A, voltada para o mercado intermediário. A empresa divulgou este telefone em 17 de março de 2022.

## Especificações

### Software
O aparelho sai de fábrica com sistema operacional móvel Android 12 sob a interface One UI 4.1, da Samsung.